# حارث أباد
حارث‌ أباد هي قرية في مقاطعة أصفهان، إيران. يقدر عدد سكانها بـ 277 نسمة بحسب إحصاء 2016.